# Ninja Crusaders
Ninja Crusaders (în japoneză: 忍者クルセイダーズ 龍牙) este un joc video pentru Nintendo Entertainment System creat în stilul trilogiei originale Ninja Gaiden pentru același sistem de jocuri. Acțiunea se concentrează în jurul unor ninja care luptă împtriva extratereștrilor.

## Poveste
Într-o zi, o forță de invadatori extratereștri au sosit pe Pământ din cea mai îndepărtată zonă a spațiului cosmic, devastând oamenii și omorându-i pe majoritatea. Această primejdie era mai puternică decât orice defensivă pământeană și s-a dovedit a fi de neoprit. În Japonia, războinici ninja curajoși s-au ridicat din umbre pentru a lupta cu invadatorii extratereștri, dar au fost alungați din țară în momentul în care invadatorii au pus stăpânire pe ea. O parte din ninja au părăsit Japonia și s-au împrăștiat în diverse locuri de pe teritoriul planetei. Însă dorința lor de a-și recâștiga tărâmul și de a-și înfrunta inamicii s-a dezlănțuit. S-a decis ca doi ninja, Talon și Blade, să fie trimiși pentru a distruge răul.

## Mod de joc
Ninja Crusaders este un joc video de acțiune, cu ninja, similar cu Ninja Gaiden. Totuși, jocul are și o trăsătură unica. Jucătorul poate să se tranforme în patru tipuri de animale, ținând apăsată tasta sus sau jos + tasta de atac: un tigru (Genbu), care este cel mai rapid și poate sări cel mai sus, însă are cea mai mică rază de atac; un șoim (Suzaku), având abilitatea să zboare peste orice obstacol sau inamic, însă nu are nicio armă; un scorpion (Hiryu), care înoată mai bine decât ceilalți însă se mișcă foarte încet pe pământ;  și, în cele din urmă, un dragon (Seiryu), care poate zbura, este invincibil și ucide pe oricine cu o singură lovitură, însă jucătorul îl poate folosi doar pentru un timp limitat.
Viteza inamicilor și imprevizibilitatea constituie cea mai mare problemă a jocului, și anume memorizarea nivelelor. Acest lucru poate fi bun în anumite jocuri, însă Ninja Crusaders îl forțează pe jucător spre a face asta. Jocul este relativ ușor până ce jucătorul ajunge la Nivelul 3-2; apoi, jocul începe să devină „ridicol” de dificil.